# Saint-Jean-des-Vignes
Pour les articles homonymes, voir Abbaye Saint-Jean-des-Vignes, Saint-Jean et Vignes.
Saint-Jean-des-Vignes est une commune française, située dans le département du Rhône en région Auvergne-Rhône-Alpes. Elle est située dans l'ancienne région historique du Beaujolais.

## Géographie

### Climat
Pour des articles plus généraux, voir Climat d'Auvergne-Rhône-Alpes et Climat du Rhône.
En 2010, le climat de la commune est de type climat océanique altéré, selon une étude du Centre national de la recherche scientifique s'appuyant sur une série de données couvrant la période 1971-2000. En 2020, Météo-France publie une typologie des climats de la France métropolitaine dans laquelle la commune est exposée à un climat de montagne ou de marges de montagne et est dans la région climatique  Nord-est du Massif Central, caractérisée par une pluviométrie annuelle de 800 à 1 200 mm, bien répartie dans l’année. 
Pour la période 1971-2000, la température annuelle moyenne est de 11,7 °C, avec une amplitude thermique annuelle de 17,7 °C. Le cumul annuel moyen de précipitations est de 835 mm, avec 9,5 jours de précipitations en janvier et 7 jours en juillet. Pour la période 1991-2020, la température moyenne annuelle observée sur la station météorologique de Météo-France la plus proche, « Le Breuil », sur la commune du Breuil à 8 km à vol d'oiseau, est de 11,6 °C et le cumul annuel moyen de précipitations est de 749,8 mm,. Pour l'avenir, les paramètres climatiques de la commune estimés pour 2050 selon différents scénarios d'émission de gaz à effet de serre sont consultables sur un site dédié publié par Météo-France en novembre 2022.

## Urbanisme

### Typologie
Au 1er janvier 2024, Saint-Jean-des-Vignes est catégorisée ceinture urbaine, selon la nouvelle grille communale de densité à sept niveaux définie par l'Insee en 2022.
Elle appartient à l'unité urbaine de Lyon, une agglomération inter-départementale regroupant 123  communes, dont elle est une commune de la banlieue,,. Par ailleurs la commune fait partie de l'aire d'attraction de Lyon, dont elle est une commune de la couronne,. Cette aire, qui regroupe 397 communes, est catégorisée dans les aires de 700 000 habitants ou plus (hors Paris),.

### Occupation des sols
L'occupation des sols de la commune, telle qu'elle ressort de la base de données européenne d’occupation biophysique des sols Corine Land Cover (CLC), est marquée par l'importance des territoires agricoles (75,8 % en 2018), en diminution par rapport à 1990 (80,7 %). La répartition détaillée en 2018 est la suivante : 
cultures permanentes (64,5 %), zones urbanisées (18 %), zones agricoles hétérogènes (11,3 %), mines, décharges et chantiers (6,2 %). L'évolution de l’occupation des sols de la commune et de ses infrastructures peut être observée sur les différentes représentations cartographiques du territoire : la carte de Cassini (XVIIIe siècle), la carte d'état-major (1820-1866) et les cartes ou photos aériennes de l'IGN pour la période actuelle (1950 à aujourd'hui).

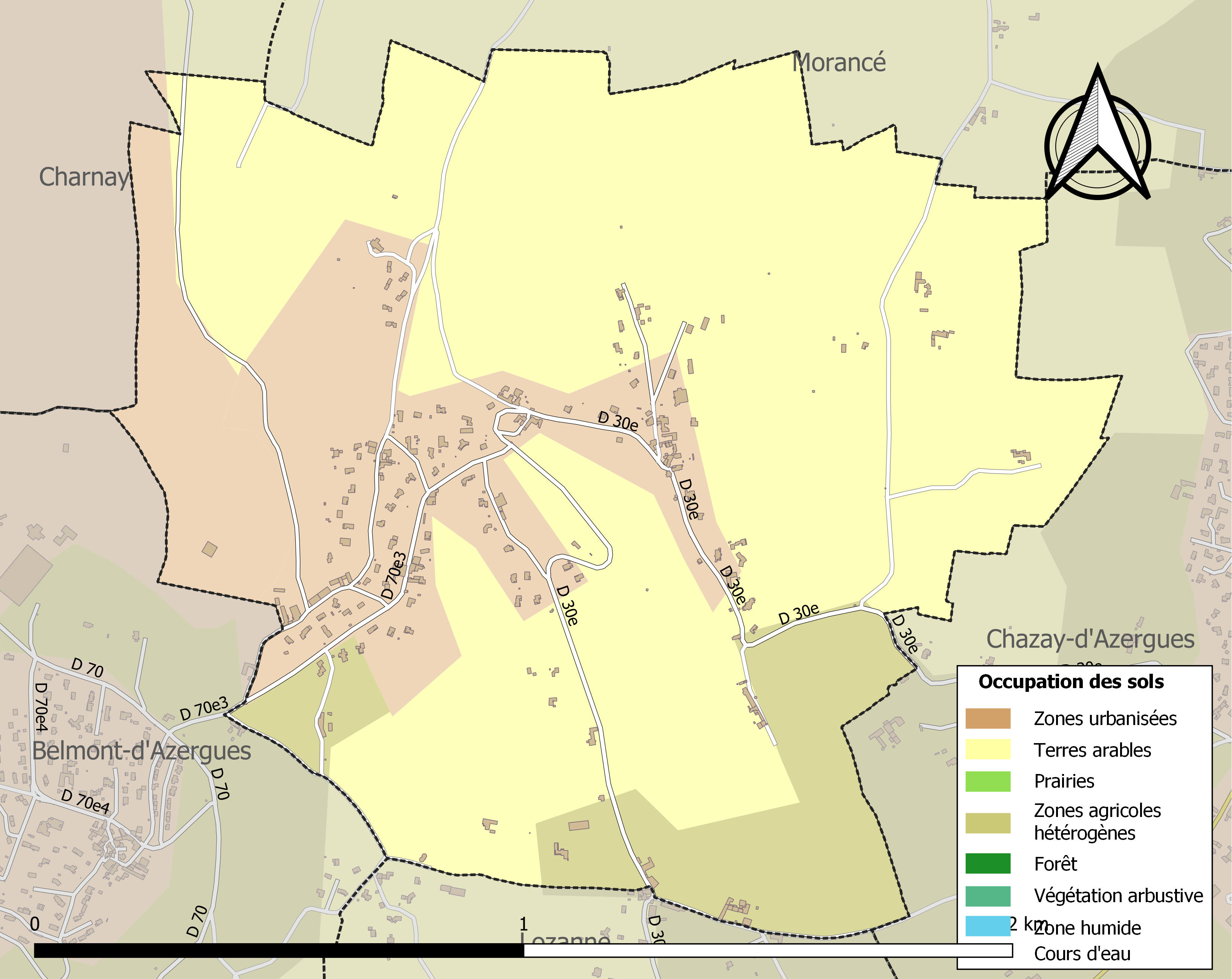
Carte des infrastructures et de l'occupation des sols de la commune en 2018 (CLC).

## Histoire
Au cours de la terreur, la commune porte temporairement le nom de Vignat-la-Montagne.

## Héraldique
| Blason de Saint-Jean-des-Vignes | Blason  | D'azur à une cotice d'or accompagnée d'une main bénissant du même et rayonnante d'argent en chef, et d'un cep de vigne du second en pointe. |
| Blason de Saint-Jean-des-Vignes | Détails | Armes parlantes (La cotice symbolise le flanc de montagne sur laquelle le village est bâti, séparant le ciel et la terre. La main bénissante est attribuée à Saint Jean Baptiste, le saint patron dont la ville tire son nom, bénissant la colline et ses vignes, complétant ainsi la description symbolique et héraldique du village). Le statut officiel du blason reste à déterminer. |

## Politique et administration

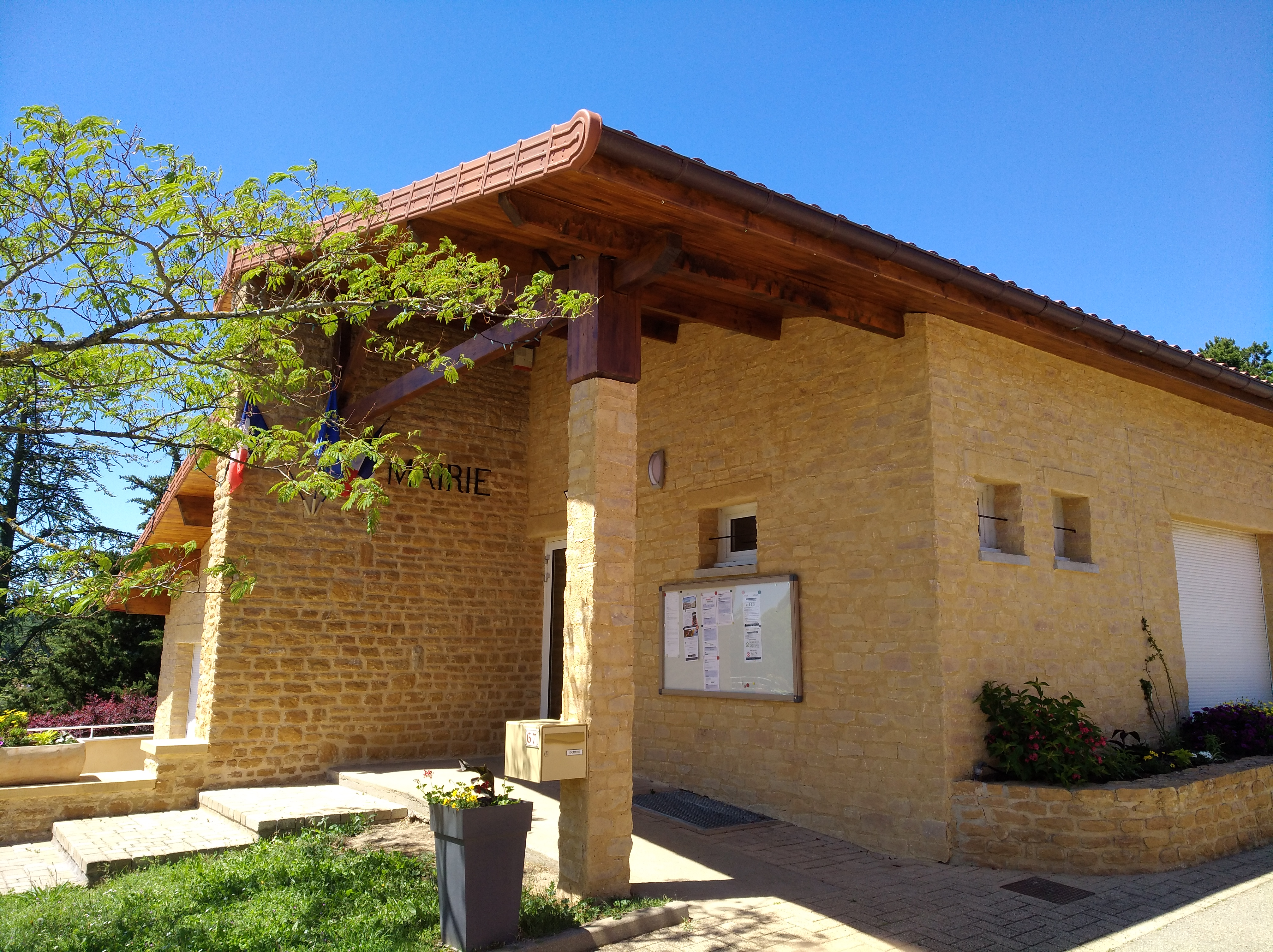
Mairie

| Période                                  | Période                   | Identité           | Étiquette | Qualité |
| ---------------------------------------- | ------------------------- | ------------------ | --------- | ------- |
| Les données manquantes sont à compléter. |                           |                    |           |         |
| 2001                                     | En cours (au 29 mai 2020) | Philippe Bouteille |           |         |

## Démographie
L'évolution du nombre d'habitants est connue à travers les recensements de la population effectués dans la commune depuis 1793. Pour les communes de moins de 10 000 habitants, une enquête de recensement portant sur toute la population est réalisée tous les cinq ans, les populations de référence des années intermédiaires étant quant à elles estimées par interpolation ou extrapolation. Pour la commune, le premier recensement exhaustif entrant dans le cadre du nouveau dispositif a été réalisé en 2005.

En 2022, la commune comptait 472 habitants, en évolution de +15,69 % par rapport à 2016 (Rhône : +3,93 %, France hors Mayotte : +2,11 %).
| 1793 | 1800 | 1806 | 1821 | 1831 | 1836 | 1841 | 1846 | 1851 |
| ---- | ---- | ---- | ---- | ---- | ---- | ---- | ---- | ---- |
| 170  | 179  | 204  | 205  | 196  | 208  | 202  | 202  | 216  |

| 1856 | 1861 | 1866 | 1872 | 1876 | 1881 | 1886 | 1891 | 1896 |
| ---- | ---- | ---- | ---- | ---- | ---- | ---- | ---- | ---- |
| 196  | 209  | 225  | 221  | 209  | 190  | 189  | 195  | 197  |

| 1901 | 1906 | 1911 | 1921 | 1926 | 1931 | 1936 | 1946 | 1954 |
| ---- | ---- | ---- | ---- | ---- | ---- | ---- | ---- | ---- |
| 208  | 163  | 152  | 120  | 139  | 120  | 128  | 102  | 116  |

| 1962 | 1968 | 1975 | 1982 | 1990 | 1999 | 2005 | 2006 | 2010 |
| ---- | ---- | ---- | ---- | ---- | ---- | ---- | ---- | ---- |
| 138  | 148  | 202  | 241  | 324  | 381  | 396  | 397  | 388  |

| 2015 | 2020 | 2022 | - | - | - | - | - | - |
| ---- | ---- | ---- | - | - | - | - | - | - |
| 416  | 476  | 472  | - | - | - | - | - | - |

## Culture locale et patrimoine

### Lieux et monuments

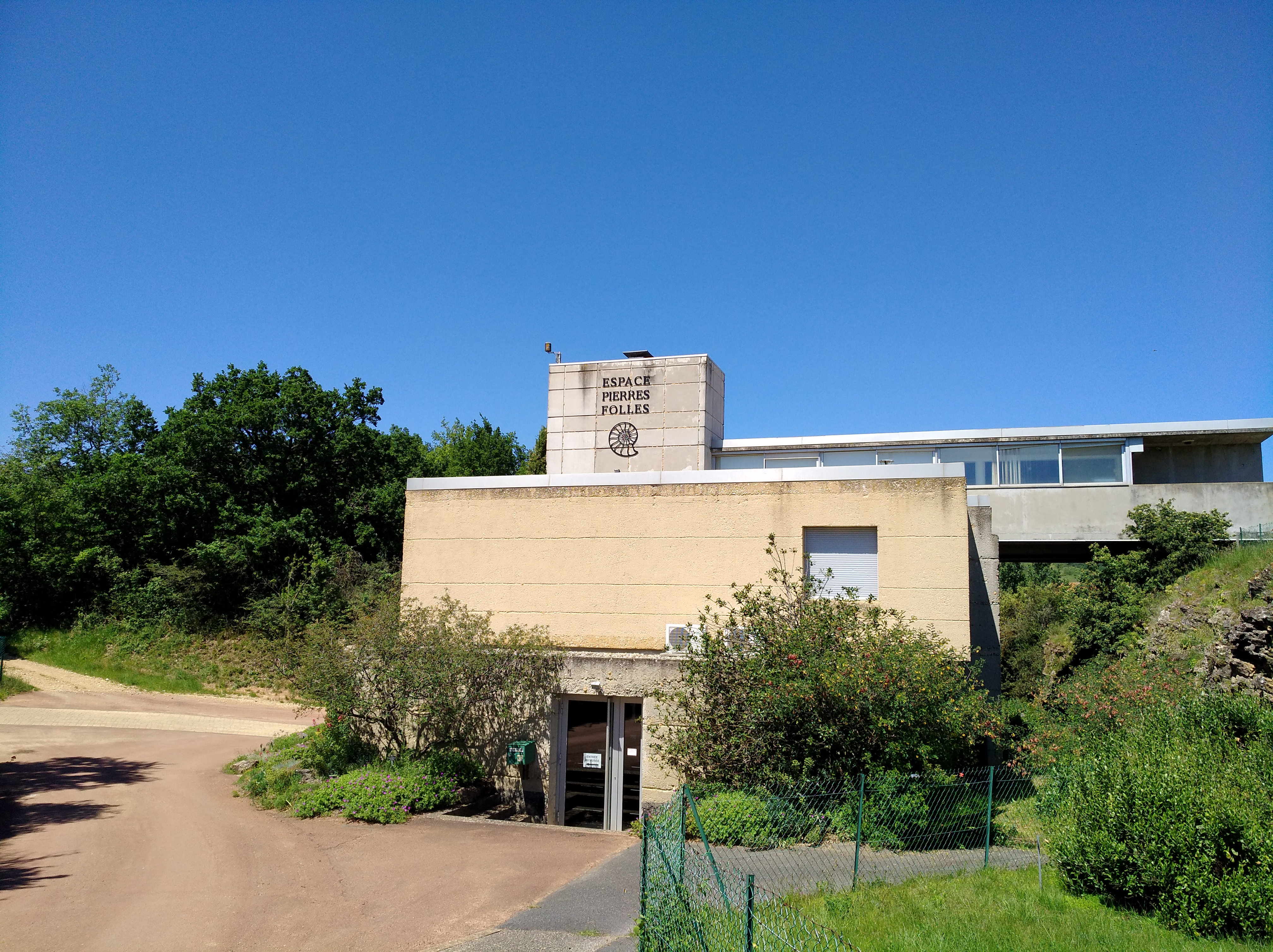
Espace Pierres Folles

- L'Espace Pierres Folles propose une rétrospective de l'histoire du Beaujolais à travers la géologie, les fossiles, le sol et les ressources naturelles de la région. On peut également observer une faille géologique à proximité.

### Personnalités liées à la commune
- Gaston Petit (1890 - 1984), né dans la commune, est un sculpteur français qui a réalisé, entre autres, le monument aux morts de Chavagnac en Dordogne en 1923. Il résidait alors à Roanne dans la Loire.
- Le botaniste Pierre Rebut (1827-1902), né dans la commune, qui a donné son nom au genre de cactus Rebutia[17].
- Balthazar Thomas (1811-1875), conseiller général du canton d'Anse de 1871 à 1875, est né et mort dans cette commune.